# 桑德萊克 (明尼蘇達州)
桑德萊克（英語：Sand Lake）是位於美國明尼蘇達州聖路易斯縣的一個未組織地區。

## 地方資料
桑德萊克的面積為253.14平方千米，當中陸地面積為245.22平方千米，而水域面積為7.92平方千米。根據2020年美國人口普查的數據，當地共有人口1135人，而人口密度為每平方千米4.48人。